# أوريل فون كيليمين
أوريل فون كيليمين (بالمجرية: Kelemen Aurél)‏ مواليد 20 أبريل 1888 في بودابست، الامبراطورية النمساوية المجرية - الوفاة 10 نوفمبر 1968 في بودابست، كان لاعب كرة مضرب مجري. سبق أن شارك في دورة الألعاب الأولمبية الصيفية.

## روابط خارجية
- أوريل فون كيليمين على موقع الاتحاد الدولي لكرة المضرب (الإنجليزية)
- أوريل فون كيليمين على موقع كأس ديفيز (الإنجليزية)
- أوريل فون كيليمين على موقع اللجنة الأولمبية الدولية (الإنجليزية)
- أوريل فون كيليمين على موقع أوليمبيديا (الإنجليزية)
- أوريل فون كيليمين على موقع اللجنة الأولمبية المجرية (الهنغارية)